# 1222년

## 연호
- 남송(南宋) 가정(嘉定) 15년
- 금(金) 흥정(興定) 6년 / 원광(元光) 원년
- 일본(日本) 조큐(承久) 4년 / 조오(貞応) 원년
- 서하(西夏) 광정(光定) 12년
- 리 왕조(李朝) 끼엔자(建嘉) 12년

## 기년
- 남송(南宋) 영종(寧宗) 28년
- 금(金) 선종(宣宗) 10년
- 고려(高麗) 고종(高宗) 9년
- 몽골 칭기즈 칸 17년
- 서하(西夏) 신종(神宗) 12년
- 리 왕조(李朝) 혜종(惠宗) 12년

## 사건
- 몽고의 침입에 대비하여 선주 · 화주 · 철관에 성을 쌓음

## 사망
- 알렉시오스 1세